# Leptotyphlops erythraeus
Leptotyphlops erythraeus este o specie de șerpi din genul Leptotyphlops, familia Leptotyphlopidae, descrisă de Giuseppe Scortecci în anul 1929. Conform Catalogue of Life specia Leptotyphlops erythraeus nu are subspecii cunoscute.